# ウォルト・ハリス
ウォルト・ハリス（Walt Harris、1983年6月10日 - ）は、アメリカ合衆国の男性総合格闘家。アラバマ州バーミングハム出身。スパルタ・フィットネス所属。

## 来歴
ジャクソンビル州立大学ではバスケットボールのNCAAディビジョン1で活躍し、NBAからトライアウトの招待も受ける実力だったが、総合格闘技のトレーニングを始める事を選択してバスケットボールのキャリアを中断し、最終的に2011年に総合格闘技でプロデビューをした。

### UFC
2013年11月30日、UFC初出場となったThe Ultimate Fighter 18 Finaleでジャレッド・ロショルトと対戦し、0-3の判定負け。
2014年1月25日、UFC on FOX 10でニキータ・クリーロフと対戦し、右ハイキックからのパウンドで開始25秒のTKO負け。2連敗となり、UFCからリリースされた。
2014年5月16日、Titan FC初出場となったTitan FC 30でDJ・リンダーマンと対戦し、1RKO勝ち。

### UFC復帰
2014年11月7日、UFC Fight Night: Rockhold vs. Bispingを怪我により欠場したダニエル・オミランチョクの代役でソア・パラレイと対戦し、2RTKO負け。
2017年10月7日、UFC 216でヘビー級ランキング2位のファブリシオ・ヴェウドゥムと対戦し、腕ひしぎ十字固めで1R一本負け。当初は、同大会でマーク・ゴッドビアーと対戦予定であったが、ヴェウドゥムの対戦相手であったデリック・ルイスが欠場したため、急遽ハリスがヴェウドゥムと対戦することとなった。
2017年11月4日、UFC 217でマーク・ゴッドビアーと改めて対戦。優勢に試合を進めたものの、1R終盤にハリスが金的への攻撃を放ち、割って入ろうとしたレフェリーを無視して追い討ちのハイキックを放ったため、失格負け。
2018年12月29日、UFC 232でヘビー級ランキング13位のアンドレイ・アルロフスキーと対戦し、2-1の判定勝ちを収めるも、試合後にカリフォルニア州アスレチック・コミッションが実施した薬物検査でLGD4033の陽性反応が出たため、2019年2月にカリフォルニア州アスレチック・コミッションは、陽性反応は汚染されたサプリメントからのものでハリスが意図的にLGD4033を摂取のではないとして、4ヶ月の出場停止と罰金を科し、裁定をノーコンテストに変更した。2019年4月22日に米国アンチドーピング機関（USADA）も4ヶ月の出場停止処分を科した。
2019年5月4日、UFC Fight Night: Iaquinta vs. Cowboyでセルゲイ・スピバックと対戦し、パンチと膝蹴りのコンビネーションでダウンを奪い、パウンドで開始50秒のTKO勝ち。パフォーマンス・オブ・ザ・ナイトを受賞した。
2019年7月20日、UFC on ESPN: dos Anjos vs. Edwardsでヘビー級ランキング9位のアレクセイ・オレイニクと対戦し、飛び膝蹴りからの左ストレートでダウンを奪い、パウンドで開始12秒のKO勝ち。パフォーマンス・オブ・ザ・ナイトを受賞した。
2020年5月16日、UFC on ESPN: Overeem vs. Harrisでヘビー級ランキング8位のアリスター・オーフレイムと対戦。1R序盤にダウンを奪い追撃のパウンドでKO寸前まで追い詰めるも、凌がれるとグラウンドで逆に圧倒され2RにパウンドでTKO負け。
2020年10月24日、UFC 254でヘビー級ランキング7位のアレキサンダー・ヴォルコフと対戦し、ボディへの前蹴りで2RTKO負け。
2021年6月5日、UFC Fight Night: Rozenstruik vs. Sakaiでヘビー級ランキング11位のマルチン・ティブラと対戦し、パウンドで1RTKO負け。
2023年10月17日、ネバダ州アスレチック・コミッションが、6月24日の抜き打ち検査でハリスからドロスタノロンの陽性反応が検出されたため、ハリスに1年間の出場停止処分を科した。

## 人物・エピソード
2019年10月23日から継娘が行方不明となり、警察は情報提供者に報奨金を支払うことにしたが、これにダナ・ホワイト、ジョン・ジョーンズ、選手マネージメントエージェントのアリ・アブデルアジズが、情報の提供を呼びかけると共に、それぞれ資金を提供して報奨金の追加を申し出ていたが、2019年11月25日に継娘は遺体で発見され、数多くのファイターから哀悼の意が寄せられた。

## 戦績
| 総合格闘技 戦績 | 総合格闘技 戦績 | 総合格闘技 戦績 | 総合格闘技 戦績 | 総合格闘技 戦績 | 総合格闘技 戦績 | 総合格闘技 戦績 |
| --------------- | --------------- | --------------- | --------------- | --------------- | --------------- | --------------- |
| 24 試合         | (T)KO           | 一本            | 判定            | その他          | 引き分け        | 無効試合        |
| 13 勝           | 13              | 0               | 0               | 0               | 0               | 1               |
| 10 敗           | 5               | 3               | 1               | 1               | 0               | 1               |

| 勝敗 | 対戦相手                   | 試合結果                                         | 大会名                                    | 開催年月日     |
| ×    | マルチン・ティブラ         | 1R 4:06 TKO（パウンド）                          | UFC Fight Night: Rozenstruik vs. Sakai    | 2021年6月5日   |
| ×    | アレキサンダー・ヴォルコフ | 2R 1:15 TKO（ボディへの前蹴り）                  | UFC 254: Khabib vs. Gaethje               | 2020年10月24日 |
| ×    | アリスター・オーフレイム   | 2R 3:00 TKO（パウンド）                          | UFC on ESPN 8: Overeem vs. Harris         | 2020年5月16日  |
| ○    | アレクセイ・オレイニク     | 1R 0:12 KO（左ストレート）                       | UFC on ESPN 4: dos Anjos vs. Edwards      | 2019年7月20日  |
| ○    | セルゲイ・スピバック       | 1R 0:50 TKO（パウンド）                          | UFC Fight Night: Iaquinta vs. Cowboy      | 2019年5月4日   |
| －   | アンドレイ・アルロフスキー | ノーコンテスト（薬物検査失格）                   | UFC 232: Jones vs. Gustafsson 2           | 2018年12月29日 |
| ○    | ダニエル・スピッツ         | 2R 4:59 TKO（左ストレート→グランドの肘打ち連打） | UFC Fight Night: Rivera vs. Moraes        | 2018年6月1日   |
| ×    | マーク・ゴッドビアー       | 1R 4:29 失格（ブレイク後の蹴り）                 | UFC 217: Bisping vs. St-Pierre            | 2017年11月4日  |
| ×    | ファブリシオ・ヴェウドゥム | 1R 1:05 腕ひしぎ十字固め                         | UFC 216: Ferguson vs. Lee                 | 2017年10月7日  |
| ○    | シリル・アスカー           | 1R 1:44 TKO（パウンド＆肘打ち連打）              | UFC Fight Night: Holm vs. Correia         | 2017年6月17日  |
| ○    | チェイス・シャーマン       | 2R 2:41 KO（右膝蹴り→左ストレート）              | UFC Fight Night: Rodriguez vs. Penn       | 2017年1月15日  |
| ×    | シャミル・アブドゥラヒモフ | 5分3R終了 判定1-2                                | UFC Fight Night: Lineker vs. Dodson       | 2016年10月1日  |
| ○    | コーディ・イースト         | 1R 4:18 TKO（左フック→パウンド）                 | UFC 197: Jones vs. St. Preux              | 2016年4月23日  |
| ×    | ソア・パラレイ             | 2R 4:49 TKO（パウンド）                          | UFC Fight Night: Rockhold vs. Bisping     | 2014年11月8日  |
| ○    | DJ・リンダーマン           | 1R 4:12 KO（）                                   | Titan FC 28                               | 2014年5月16日  |
| ×    | ニキータ・クリロフ         | 1R 0:25 TKO（右ハイキック→パウンド）             | UFC on FOX 10: Henderson vs. Thomson      | 2014年1月25日  |
| ×    | ジャレッド・ロショルト     | 5分3R終了 判定0-3                                | The Ultimate Fighter 18 Finale            | 2013年11月30日 |
| ○    | トニー・メルトン           | 1R 2:00 TKO（）                                  | Strike Hard Productions 24                | 2013年6月15日  |
| ○    | ジョシュ・ロバートソン     | 1R 1:06 TKO（）                                  | Strike Hard Productions 20                | 2012年12月8日  |
| ○    | アンソニー・ハミルトン     | 1R 1:15 KO（）                                   | Superior Cage Combat 4: Grove vs. Silva   | 2012年2月16日  |
| ○    | セドリック・ジェームス     | 1R 0:22 KO（）                                   | Fight Force International: Blood & Sand 9 | 2011年10月7日  |
| ○    | ウェス・リトル             | 1R 1:54 KO（）                                   | Titan FC 28                               | 2011年5月7日   |
| ×    | クリス・バーネット         | 5分3R終了 判定0-3                                | World Extreme Fighting 46                 | 2011年4月22日  |
| ○    | ジャスティン・ソーントン   | 1R 0:16 TKO（）                                  | Hess Extreme Fighting                     | 2011年3月15日  |

## 獲得タイトル
- ボクシング ゴールデングローブアラバマ州王者
- ボクシング ゴールデングローブフロリダ州王者

## 表彰
- UFC パフォーマンス・オブ・ザ・ナイト（2回）